# 1. Panzer-Division (Wehrmacht)
La 1. Panzer-Division (1ª divisione corazzata) era un'unità militare della Wehrmacht che operò su vari fronti nel corso della seconda guerra mondiale. Una delle prime tre divisioni corazzate costituite dall'Esercito tedesco nel 1935, la 1. Panzer-Division, reclutata principalmente in Turingia e Prussia Orientale, si distinse soprattutto durante la campagna di Francia, dove ebbe un ruolo decisivo nello sfondamento di Sedan e nella grande avanzata verso il mare (operazione Sichelschnitt), e nelle lunghe, estenuanti e sanguinose campagne sul fronte orientale, dove rimase, a parte una breve parentesi in Grecia nel 1943, per la maggior parte degli ultimi anni di guerra, combattendo nei Paesi Baltici, nella regione di Mosca, in Ucraina e in Ungheria. Tra i suoi uomini più illustri: Werner Marcks, Walter Krüger, Hans Strippel (grande "asso" delle Panzertruppen), Wend von Wietersheim, Rolf Fromme, Hans Philipp, Hermann Balck e Hyazinth Graf Strachwitz.

## Storia
| Luogo                            | Periodo             |
| Polonia                          | sep 1939 - gen 1940 |
| Germania                         | feb 1940 - mag 1940 |
| Francia                          | mag 1940 - giu 1941 |
| Fronte orientale, settore nord   | giu 1941 - ago 1941 |
| Fronte orientale, settore centro | ago 1941 - gen 1943 |
| Francia                          | gen 1943 - giu 1943 |
| Balcani e Grecia                 | giu 1943 - ott 1943 |
| Fronte orientale, settore sud    | ott 1943 - lug 1944 |
| Polonia                          | lug 1944 - ott 1944 |
| Ungheria e Austria               | ott 1944 - mag 1945 |

### Origini e campagna di Polonia
La 1. Panzer-Division venne creata il 15 ottobre 1935 da elementi della 3. Kavallerie-Division (3ª Divisione di cavalleria, nata nel giugno del 1920 quando era attivo il Reichswehr) e aveva il suo quartier generale a Weimar.
Nel 1938, al comando del generale Maximilian von Weichs, partecipò all'occupazione tedesca della Cecoslovacchia inquadrata nel XVI Korps (XVI Corpo d'armata).
Il primo impiego bellico avvenne nella Campagna di Polonia nel settembre del 1939: la 1. Panzer-Division era una delle sei divisioni Panzer impiegate dalla Wehrmacht nell'invasione, inquadrata nel XVI Panzerkorps, 10. Armee (10ª Armata), Heeresgruppe Süd (Gruppo d'armate Sud) nella regione della Slesia. La consistenza della divisione all'inizio della campagna era di 331 carri, di cui 94 rimasero in Germania con le compagnie (2 per reggimento) destinate all'addestramento delle reclute.

Il battesimo del fuoco di questa divisione corazzata, passata al comando del generale Rudolf Schmidt, avvenne a Petrican, da dove proseguì per Tomaszow e Góra Kalwaria, arrivando al fiume Bzura il 15 settembre dove, tra il 16 e il 18 dello stesso mese, respinse un contrattacco polacco. A causa della doppia manovra avvolgente operata dalle divisioni corazzate tedesche l'Esercito Polacco dovette cessare ogni resistenza. Il 19 settembre la divisione fu trasferita in riserva di corpo d'armata e si attestò a nord-ovest di Varsavia.

Nel corso della campagna la divisione perse 22 ufficiali, 211 uomini di truppa ed ebbe 18 dispersi; non sono note le perdite dei carri, anche se presumibilmente non furono notevoli.
La divisione venne successivamente trasferita a Dortmund per prepararsi ad invadere la Francia.

### Campagna di Francia
Nel maggio 1940 la 1. Panzer-Division (comandata ora dal generale Friedrich Kirchner), inquadrata nel XIX Panzerkorps (XIX Corpo d'Armata corazzato), sotto il comando del generale Heinz Guderian (grande esperto di guerra con mezzi corazzati), penetrò in territorio francese dalle Ardenne. La 1. Panzer-Brigade del colonnello Karl Keltsch disponeva di oltre 270 carri armati, tra cui una buona percentuale di Panzer III e Panzer IV, divisi nel 1. Panzer-Regiment del colonnello Nedtwig e nel 2. Panzer-Regiment del colonnello Beusing.
Dopo una rapida marcia nel territorio boscoso delle Ardenne, i panzer superarono la resistenza delle divisioni di cavalleria leggera francesi e raggiunsero la Mosa nella regione di Sedan, importante centro strategico alla cerniera tra le forze alleate penetrate in Belgio e la linea Maginot. Il pomeriggio del 13 maggio il XIX Panzerkorps del generale Guderian passò all'attacco a Sedan e la 1. Panzer-Division sferrò l'attacco decisivo, attraversando la Mosa e avanzando in profondità; le difese francesi furono sbaragliate. I fucilieri del 1. Schützen-Regiment del colonnello Hermann Balck e i panzer del 2. Panzer-Regiment (reclutato in Prussia orientale) del colonnello Keltsch guidarono la marcia vittoriosa oltre il fiume. Il mattino del 14 maggio i reparti corazzati del 2. Panzer-Regiment (le tre Panzer-kompanie di punta dei tenenti Krajewski, von Grolmann e von Kleist) respinsero un debole contrattacco dei carri francesi a Bulson e Connage e distrussero oltre 70 mezzi corazzati nemici; nel pomeriggio la 1. Panzer-Division deviò verso ovest e attraversò anche il Bar e la Vence, dando il via, insieme alla 2. Panzer-Division, all'avanzata verso Montcornet e Laon.
Quindi, dopo lo sfondamento a Sedan, dal 16 maggio la 1. Panzer-Division avanzò verso il canale della Manica con il compito di raggiungere il mare e tagliare fuori in Belgio le armate alleate avanzate a nord. In pochi giorni la 1. Panzer-Division, accanto alle altre divisioni corazzate del Panzergruppe Kleist, superò ogni opposizione, attraversò l'Oise e occupò San Quintino, Albert e Amiens, conquistando anche preziose teste di ponte sulla Somme. Il 20 maggio, le forze corazzate del generale Guderian completarono la manovra e raggiunsero il mare tagliando fuori oltre un milione di soldati alleati nelle Fiandre. Dopo aver ottenuto questo grande successo i panzer vennero dirottati a nord per occupare subito i porti della Manica e quindi, mentre la 2. Panzer-Division marciava su Boulogne e la 10. Panzer-Division attaccava Calais, la 1. Panzer-Division avanzò direttamente verso Dunkerque, incontrando solo una debole resistenza.
La 1. Panzer-Division arrivò a soli otto km da Dunkerque e conquistò teste di ponte a nord del canale dell'Aa, prima che l'avanzata fosse momentaneamente arrestata il 24 maggio per ordine esplicito di Hitler, permettendo così al British Expeditionary Force (Corpo di spedizione britannico) di sfuggire all'accerchiamento con un'evacuazione via mare a Dunkerque. Il 29 maggio la 1. Panzer-Division venne ritirata definitivamente dal fronte di Dunkerque e trasferita sull'Aisne per prendere parte alla seconda fase dell'offensiva tedesca all'ovest (Fall Rot), inquadrata ora nel XXXIX Panzerkorps, a sua volta dipendente (insieme al XLI Panzerkorps) dal cosiddetto Panzergruppe Guderian.

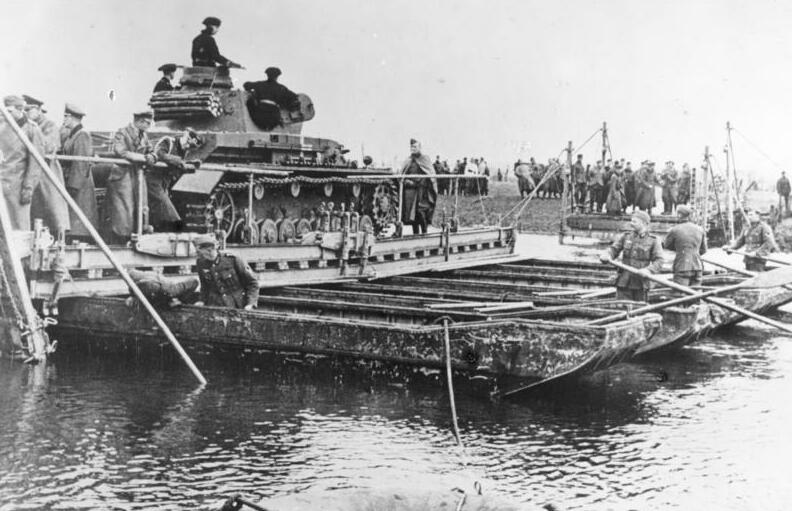
I carri armati della 1. Panzer-Division attraversano la Mosa a Sedan.

L'8 giugno la divisione si schierò sulle posizioni di partenza per avanzare verso sud contro le restanti forze francesi. Arrivate a contatto con la linea Weygand il 10 giugno, le forze corazzate della 1. Panzer-Division riuscirono, dopo duri scontri, a superare le difese nemiche e avanzarono in profondità. Dopo aver respinto un violento contrattacco dei carri armati francesi del "Gruppo Buisson" a Juniville, la divisione corazzata proseguì rapidamente, insieme alle altre formazioni del Panzergruppe Guderian, e arrivò sulla linea della Marna il 13 giugno, raggiungendo già il 15 dello stesso mese Besançon, dopo aver superato una resistenza nemica sempre più debole. Questa marcia verso il confine svizzero isolava definitivamente le forze che difendevano la Linea Maginot e coronava il grande successo della divisione durante la campagna di Francia e la schiacciante vittoria tedesca. Le perdite nella campagna, nonostante la 1. Panzer-Division fosse stata sempre al centro dell'azione, furono di soli 45 ufficiali e 448 uomini di truppa.
In ottobre la 1. Panzer-Division venne riorganizzata per formare le nuove divisioni corazzate previste con l'organico del 1941. Il prestigioso 2. Panzer-Regiment venne quindi assegnato alla 16. Panzer-Division di nuova formazione, e solo il 1. Panzer-Regiment rimase in forza alla divisione. Tuttavia, dato che era previsto il passaggio su due reggimenti di fanteria meccanizzata, la Schützen-brigade venne convertita in 1. Panzergrenadier-Regiment (1º reggimento panzergrenadier) e alla divisione fu assegnato il 113. Panzergrenadier-Regiment di nuova formazione. Il 28 agosto la divisione venne trasferita nella Prussia Orientale.

### La campagna nella Russia settentrionale

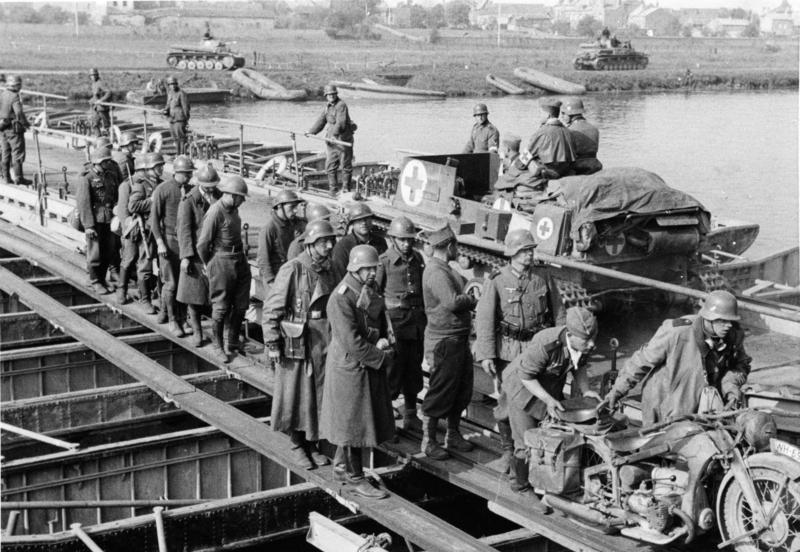
Soldati del 1º reggimento corazzato, in forza alla 1. Panzer-Division, scortano dei prigionieri francesi su un ponte di barche a Floing nel maggio 1940

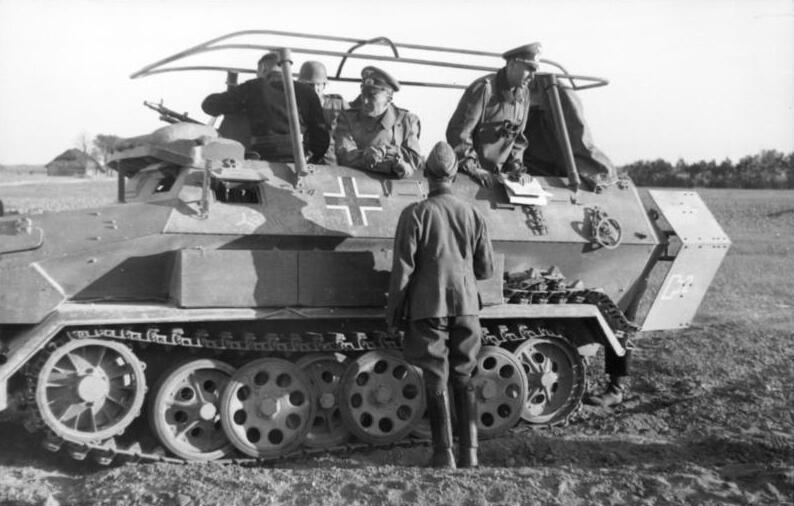
Truppe della 1ª Panzer a bordo di un Sd.Kfz. 251 fotografate durante lo svolgimento dell'operazione Barbarossa

La divisione venne assegnata all'Heeresgruppe Nord (Gruppo d'armate Nord), Panzergruppe 4 (4º Gruppo corazzato). che, nell'ambito dell'operazione Barbarossa, aveva come obiettivo principale la città di Leningrado.

I carri armati con cui la divisione iniziò la campagna erano 28 Panzer IV Ausf. E ed F1 (con il cannone 7,5 cm/L/24), 73 Panzer III Ausf. F, G e H, 49 Panzer II e 5 PzBef III (Panzerbefehlswagen, carro comando disarmato su scafo Panzer III). La 1ª Panzer il 22 giugno 1941 superò il confine con la 6. Panzer-Division che le copriva il fianco sinistro in direzione di Tilsit, verso oriente. Il 25 giugno incontrò i primi carri KV-1, ma riuscì ad avanzare per 600 km distruggendo, fra gli altri, 3.000 tra KV 1 e T-34. Il 17 settembre l'oberstleutnant Elias, comandante della 7ª Panzerkompanie (7ª compagnia corazzata) era a 12 km dal centro di Leningrado: nessun soldato tedesco fu più vicino all'obiettivo fino al termine della guerra. Il 2 ottobre 1941 la divisione prese parte, con il Gruppo d'armate Centro, alla battaglia di Mosca.
Nell'aprile del 1942 il reparto venne riorganizzato, ricevendo nuovi mezzi (compresi un certo numero di Panzer 38(t) della 7. Panzer-Division). In luglio riprese la posizione in prima linea e l'8 settembre 1942 la 2ª Panzerkompanie annunciava la distruzione del suo 150º carro sovietico, mentre l'intera divisione distruggeva il millesimo carro nemico nel dicembre dello stesso anno.

### La ricostituzione
Il 25 dicembre l'unità fu ritirata dal fronte per essere trasferita in Francia nel gennaio 1943, dove stazionò prima ad Amiens a successivamente a Rennes ricevendo materiale di nuova costruzione (Panzer IV Ausf. G), e in Grecia all'inizio di maggio, dove il reggimento di artiglieria ebbe un gruppo semovente su Wespe e Hummel. A settembre partecipò al disarmo delle forze italiane in Grecia senza che avvenissero combattimenti.

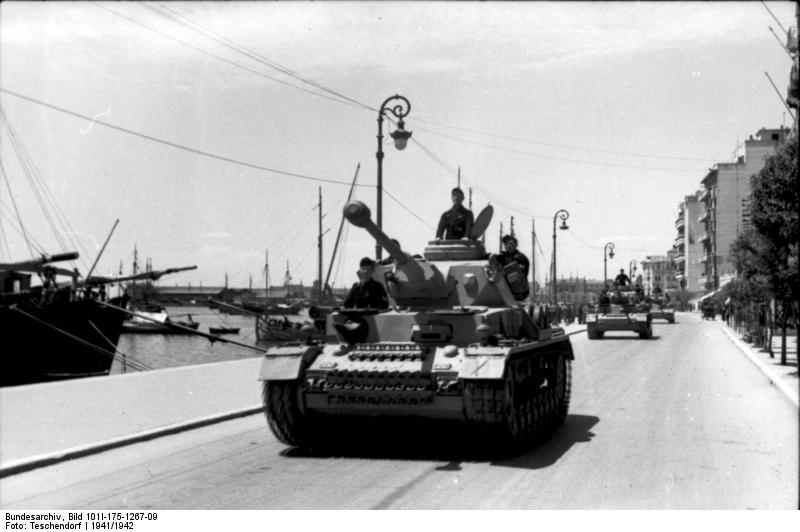
Colonna di Panzer IV della 1. Panzer-Division sfilano sul lungomare di Salonicco nell'anno 1943.

### Il secondo ciclo sul fronte orientale
A novembre la divisione venne inviata nuovamente al fronte orientale, con almeno due compagnie equipaggiate con i Panzer V Panther. Immediatamente la divisione fu gettata nella mischia nel tentativo di fermare l'Armata Rossa nel settore di Žitomir, dove partecipò a combattimenti eccezionalmente aspri; in particolare il 4 dicembre, alla fine di questa fase, le forze operative della divisione erano ridotte per alcune compagnie sotto al 50% delle dotazioni organiche.
Nel marzo 1944 la divisione venne accerchiata, insieme alle altre Panzer-Division della 1. Panzerarmee, nella sacca di Kamenec-Podol'skij; nonostante la difficile situazione, alla fine i tedeschi, compresa la 1. Panzer-Division, riuscirono a sfuggire ripeigando verso ovest per oltre 200 chilometri. A questo punto la divisione fu ritirata nelle retrovie per riequipaggiarsi e ricevere i complementi provenienti dai centri di addestramento tedeschi.
Il 14 luglio la divisione fu inviata nella regione di Zborow, per tentare di contrastare le forze sovietiche che avevano annientato il Gruppo d'Armate centro, tuttavia l'offensiva nemica era praticamente inarrestabile e costrinse le forze corazzate tedesche a ritirarsi fino alle basi di partenza del 1941. Il 28 agosto la divisione fu ritirata in Slovacchia dove ricevette nuovi rinforzi, ma la consistenza era di soli 30 carri Panzer IV (l'organico di due compagnie).

In settembre la divisione combatté per bloccare la strada verso Budapest alle forze sovietiche nella zona di Debrecen e di Nyíregyháza, dove la divisione fra il 9 e il 12 settembre distrusse un altro centinaio di carri sovietici, compresi alcuni IS. La seconda fase della battaglia attorno a Debrecen iniziò il 20 settembre: in questa occasione i Panzer V fecero strage di Sherman arrivati in Unione Sovietica tramite la legge Lend-Lease.
La formazione, continuando a combattere, si spostò nel settore di Mátra, ma a dicembre fu costretta a ripiegare nella zona del lago Balaton.Il 16 dicembre arrivarono altri rinforzi che portano le dotazioni della divisione a 25 Panther e circa 12 Panzer IV, e tutti gli uomini del 1. Panzer-Regiment che non potevano combattere per mancanza di carri furono trasferiti ai Panzergrenadier-Regimenter.

### La fine
La 1. Panzer-Division operò fino a marzo ad ovest di Budapest dove erano rimasti intrappolati 30.000 soldati tedeschi, incontrando diverse volte gli Sherman e gli IS 2. L'11 febbraio finalmente fu rotto l'accerchiamento della capitale ungherese, ma solo poche migliaia uomini riuscirono a sfuggire prima che il varco fosse richiuso dai sovietici. Il 23 marzo la divisione si schierò nella zona di Nagyvázsony, al 27 marzo le dotazioni erano ridotte a tre carri: un Panther, un Panzer IV ed un BefPz III.

Nel frattempo la divisione si stava ritirando per rientrare in Germania, dove ricevette qualche esiguo rinforzo. Per tutto aprile continuarono i combattimenti contro forze soverchianti fino all'inizio di maggio, con la divisione schierata nella zona di Vienna. Il 9 maggio la 1. Panzer-Division si arrese agli americani a Windischgarsten, consegnando al nemico un BefPz III, 8 Panzer IV e 15 Panther, una delle dotazioni maggiori rimaste alle divisioni corazzate tedesche all'atto della resa.

Non tutta la divisione subì la stessa sorte: la 2ª Panzerkompanie, comandata dal leutnant Fromme, rimasta a Berlino per addestrare le reclute, combatté fino alla resa della città ed i superstiti furono presi prigionieri dai sovietici.
In memoria dei caduti della 1. Panzer-Division fu eretto nel 1965 un monumento a Bad Hersfeld.

## Ordine di battaglia
Fondazione (1935) - 1939
- Stab (Quartier generale)
- 1. Panzer-Brigade (1ª brigata corazzata) di stanza a Erfurt - fino all'agosto 1940
  - 1. Panzer-Regiment (1º reggimento corazzato)
    - Panzer-Abteilung I
    - Panzer-Abteilung II

  - 2. Panzer-Regiment - fino al 20 ottobre 1940 (ceduto alla 16. Panzer-Division)
    - Panzer-Abteilung I
    - Panzer-Abteilung II
- 1. Schützen-Brigade (1ª brigata di fanteria motorizzata) - fino all'ottobre 1942
  - 1. Kradschützen-Abteilung (1º battaglione motociclisti)
  - 1. Schützen-Regiment (1º reggimento di fanteria motorizzata) - dall'ottobre 1939
    - Schützen-Bataillon I
    - Schützen-Bataillon II
- 73. Artillerie-Regiment (73º reggimento di artiglieria)
  - Artillerie-Abteilung I
  - Artillerie-Abteilung II
- 4. Aufklärungs-Abteilung (4º battaglione da ricognizione)
- 37. Panzerjäger-Abteilung (37º battaglione anticarro)
- 37. Panzernachrichten-Abteilung (37º battaglione trasmissioni corazzato)
- 37. Pionier-Abteilung (37º battaglione del genio militare) - dal 1º settembre 1939[3]
- 81. Divisions-Nachschubführer (81º treno rifornimenti)

1940 - 1943
- 1. Schützen-Regiment
  - Schützen-Bataillon I
  - Schützen-Bataillon II
- 113. Schützen-Regiment
  - Schützen-Bataillon I
  - Schützen-Bataillon II
- 1. Panzer-Regiment
  - Panzer-Abteilung I
  - Panzer-Abteilung II
- 73. Artillerie-Regiment
  - Artillerie-Abteilung I
  - Artillerie-Abteilung II
  - Artillerie-Abteilung III
- 1. Kradschützen-Abteilung
- 4. Aufklärungs-Abteilung
- 37. Panzerjäger-Abteilung
- 37. Pionier-Bataillon
- 37. Nachrichten-Abteilung
- 81. Divisions-Nachschubführer

1943.
- Stab
- 1. Panzergrenadier Regiment (1º reggimento panzergrenadier)[19]
  - Panzergrenadier-Bataillon I
  - Panzergrenadier-Bataillon II
- 113. Panzergrenadier Regiment[20]
  - Panzergrenadier-Bataillon I
  - Panzergrenadier-Bataillon II
- 1. Panzer Regiment
  - Panzer-Abteilung I
  - Panzer-Abteilung II
- 73. Artillerie-Regiment
  - Artillerie-Abteilung I
  - Artillerie-Abteilung II
  - Artillerie-Abteilung III
  - Artillerie-Abteilung IV
- 1. Aufklärungs-Abteilung
- 37. Panzerjäger-Abteilung
- 37. Pionier-Abteilung
- 37. Panzernachrichten-Abteilung
- 299.Heeres-Flak-Abteilung (299º distaccamento FlaK dell'esercito)
- 81. Feldersatz-Abteilung (81º battaglione rimpiazzi)
- 81. Divisions-Nachschubführer.[17]

## Decorazioni
Al termine della guerra la 1. Panzer-Division contava 4 soldati insigniti della spilla d'oro per il combattimento corpo a corpo, 108 con la Croce Tedesca in oro e 8 per quella d'argento, 30 la spilla d'onore dell'esercito, e 37 la Croce di Cavaliere della Croce di Ferro.

Erwin Bohlken fu invece l'unico membro del reparto a potersi vantare di aver ricevuto, il 19 aprile 1945, il distintivo per lotta antipartigiana in bronzo.

## Comandanti
| Nome                  | Grado           | Inizio            | Fine              |
| Maximilian von Weichs | Generalleutnant | 1º ottobre 1935   | 1º ottobre 1937   |
| Rudolf Schmidt        | Generalmajor    | 1º ottobre 1937   | 2 novembre 1939   |
| Friedrich Kirchner    | Generalmajor    | 3 novembre 1939   | 15 febbraio 1940  |
| Friedrich Kirchner    | Generalleutnant | 15 febbraio 1940  | 17 luglio 1941    |
| Walter Krüger         | Generalmajor    | 17 luglio 1941    | 12 dicembre 1941  |
| Walter Krüger         | Generalleutnant | 12 dicembre 1941  | 7 agosto 1942     |
| Oswin Grolig          | Oberst          | 8 agosto 1942     | 21 ottobre 1942   |
| Walter Krüger         | Generalleutnant | 22 ottobre 1942   | 8 settembre 1943  |
| Walter Söth           | Oberst          | 9 settembre 1943  | settembre 1943    |
| Walter Krüger         | Generalleutnant | settembre 1943    | 1º gennaio 1944   |
| Richard Koll          | Generalmajor    | 1º gennaio 1944   | 19 febbraio 1944  |
| Werner Marcks         | Oberst          | 20 febbraio 1944  | 17 settembre 1944 |
| Eberhard Thunert      | Oberst          | 18 settembre 1944 | 8 maggio 1945     |

Dati tratti da: